# ميرفي كوري
ميرفي كوري (بالإنجليزية: Murphy Currie)‏ هو لاعب كرة قاعدة أمريكي، ولد في 31 أغسطس 1893 في فاييتفيل في الولايات المتحدة، وتوفي في 18 يونيو 1939 في آشبورو في الولايات المتحدة.

## وصلات خارجية
- ميرفي كوري على موقعبيزبول رفرنس.كوم (الدوري الرئيسي) (الإنجليزية)
- ميرفي كوري على موقعبيزبول رفرنس.كوم (الدوري الثانوي) (الإنجليزية)